# Essoyes
Essoyes je naselje in občina v severnem francoskem departmaju Aube regije Šampanja-Ardeni. Leta 1999 je naselje imelo 650 prebivalcev.

## Geografija
Naselje leži v pokrajini Šampanji ob reki Ource 50 km južno od središča departmaja Troyesa.

## Uprava
Essoyes je sedež istoimenskega kantona, v katerega so poleg njegove vključene še občine Bertignolles, Beurey, Buxières-sur-Arce, Chacenay, Chervey, Cunfin, Éguilly-sous-Bois, Fontette, Landreville, Loches-sur-Ource, Longpré-le-Sec, Magnant, Montmartin-le-Haut, Noë-les-Mallets, Puits-et-Nuisement, Saint-Usage, Thieffrain, Verpillières-sur-Ource, Vitry-le-Croisé in Viviers-sur-Artaut s 4.124 prebivalci.
Kanton je sestavni del okrožja Troyes.